# USS Turner Joy (DD-951)
L' USS Turner Joy (DD-951) est l'un des 18 destroyers de Forrest Sherman-class destroyer de l'United States Navy. Commandé en 1959, il fait toute sa carrière dans le Pacifique. il a largement participé à la guerre du Viet Nam et a été l'un des principaux navires impliqués dans l'incident du golfe du Tonkin.
Désarmé en 1982, il est maintenant un navire-musée à Bremerton, Washington. Il porte le nom du Vice-amiral de la United States Navy pendant la Seconde Guerre mondiale et la guerre de Corée, Charles Turner Joy.

## Historique
Entré en service en 1959, le destroyer effectua des patrouilles navales sur la côte ouest des USA dans sa première période en mer, étant envoyé dans le Pacifique Sud en 1960. Après des missions au large du Japon et de Taiwan , il retourna à la base navale de San Diego en Californie où il a participé à des exercices de tir dans les eaux américaines. En mars 1964, il se rend en Extrême-Orient, où il se rendra célèbre lors des Incidents du golfe du Tonkin.

### Guerre du Viet Nam
En juillet, dans le cadre de la formation d'escorte du porte-avions USS Ticonderoga, Turner Joy se voit confier des missions de surveillance au large des côtes vietnamiennes, alors déchirées en deux, en guerre civile depuis plusieurs années. Dans ce conflit, les États-Unis ne soutenaient jusqu'alors que politiquement, et avec l'aide de conseillers et d'instructeurs militaires, le Sud-Vietnam contre le Nord-Vietnam communiste.

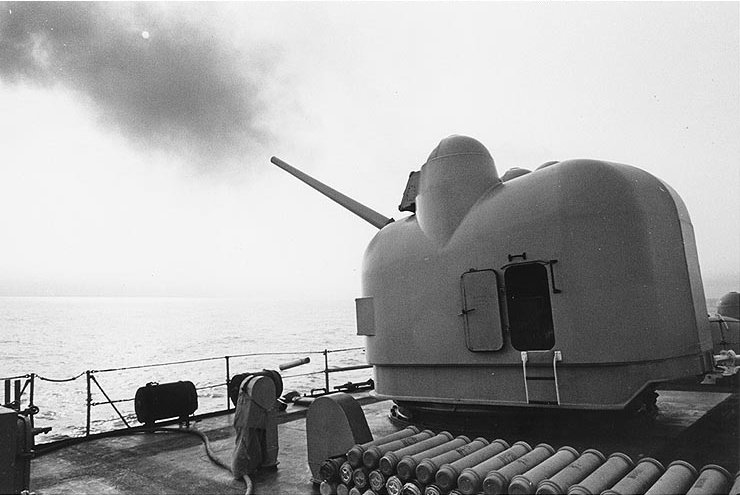
L'un des canons Mark 42 de 5 pouces de l'USS Turner en action contre une position nord-vietnamienne (1968)

Dans l'après-midi du 2 août 1964, un autre destroyer, l'USS Maddox, patrouillait dans le golfe du Tonkin lorsqu'il fut attaqué par des torpilleurs nord-vietnamiens. Après une escarmouche entre les bateaux où deux des bateaux ont été coulés avec l'aide d'avions du Ticonderoga, Turner Joy a rejoint Maddox pour poursuivre la patrouille maritime dans la région.
Deux jours plus tard, le radar du destroyer a détecté de petites formations de surface, loin et au-delà de la portée de son artillerie, de ce qui semblait être des vedettes rapides en approche. Par précaution, les deux commandants ont contacté le Tincoderoga pour demander un appui aérien si nécessaire. À la tombée de la nuit, le radar a identifié des vedettes rapides vietnamiennes s'approchant des navires par le sud et l'ouest. Le Turner Joy a commencé à tirer vers l'emplacement des signaux sur l'écran radar, identifié comme deux pistes de torpilles dans leur direction tandis que les avions du porte-avions d'appui aérien ont bombardé les vedettes nord-vietnamiennes, hors de vue des destroyers, en coulant deux d'entre eux.
Il reste un mystère si la torpille a attaqué ou non les destroyers américains dans la nuit du 4 août, mais a conduit à l'approbation par le Congrès des États-Unis de la Résolution du golfe du Tonkin, qui a permis au président des USA de lancer légalement des opérations offensives contre le Vietnam de le Nord, dans une guerre sanglante qui allait durer plus de huit ans.
Pendant la guerre, l'USS Turner Joy a opéré au large des côtes vietnamiennes à l'appui d'offensives terrestres et de patrouilles côtières.

### Navire musée
En 1982, avec le lancement d'une nouvelle classe de destroyers plus modernes, l'United States Navy a annoncé la retraite du navire et des autres destroyers de sa classe, arguant que le coût de sa modernisation serait beaucoup plus élevé que les avantages tirés de son utilisation continue.
Depuis 1992, le navire a été transformé en navire musée et ouvert à la visite publique à Bremerton .

## Galerie

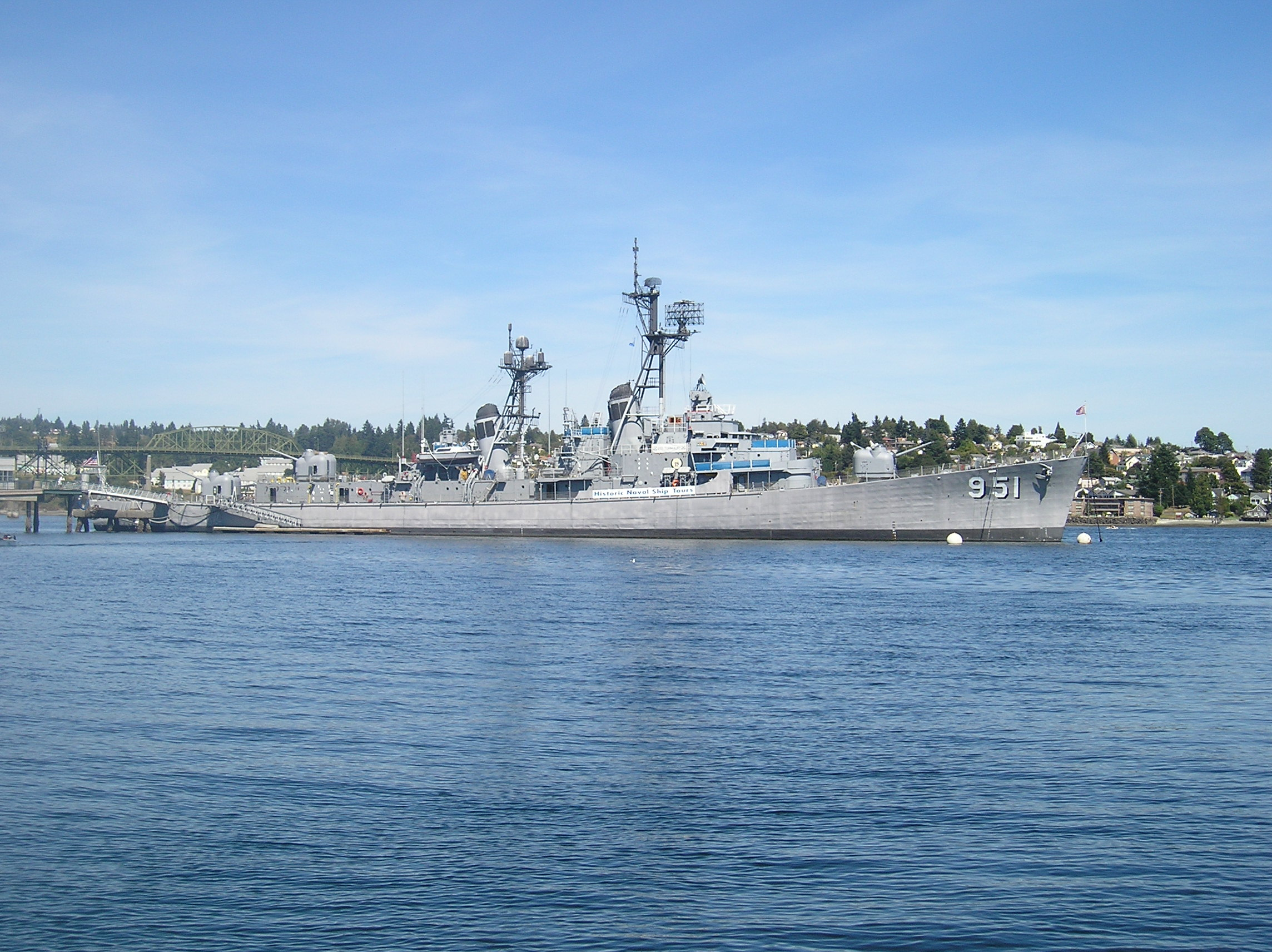
Le Turner Joy à Bremerton en 2006
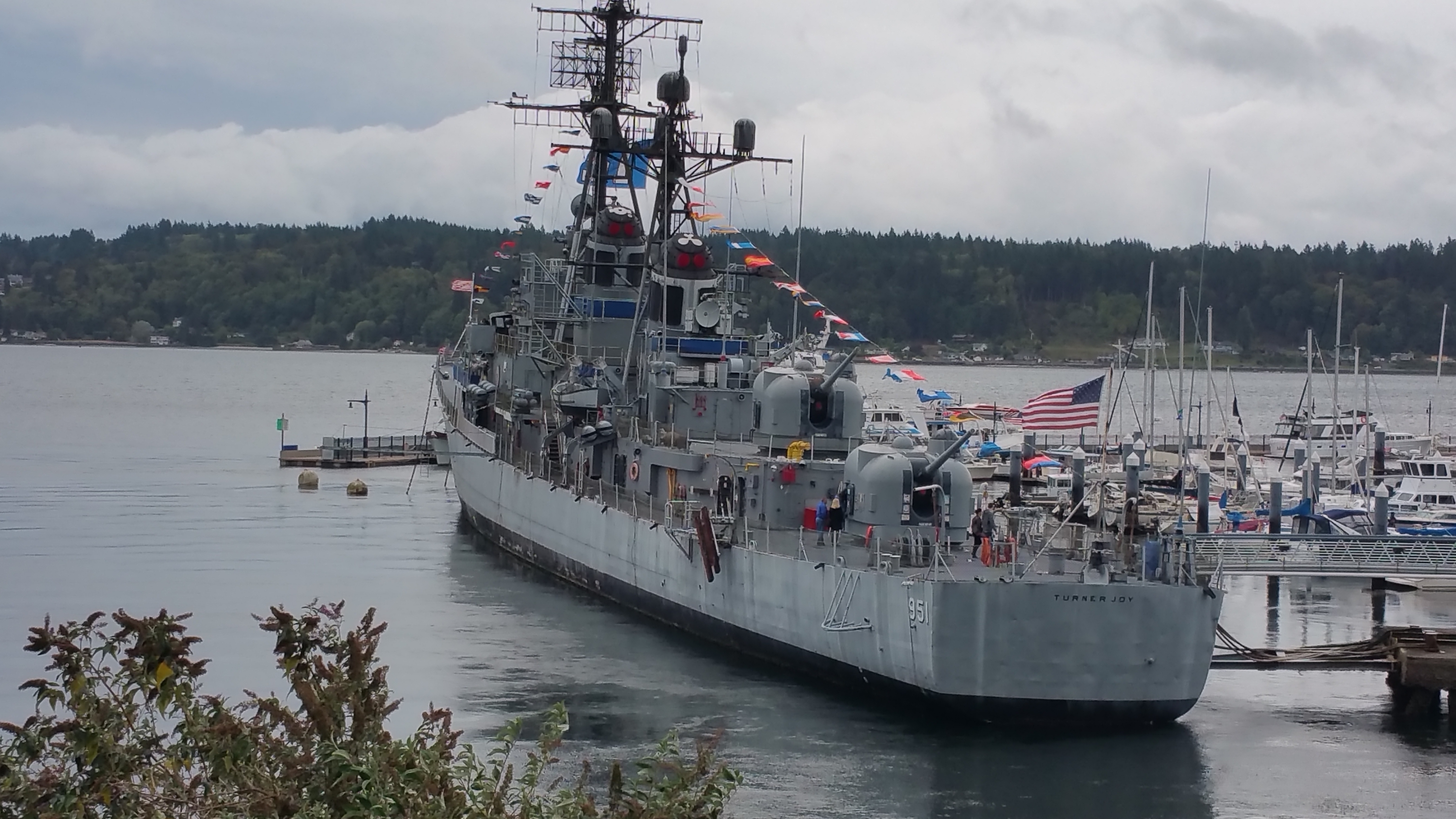
Navire musée en 2016